# Годзеби
Годзеби (пол. Godzieby) — село в Польщі, у гміні Вишки Більського повіту Підляського воєводства.
Населення — 138 осіб (2011).
У 1975—1998 роках село належало до Білостоцького воєводства.

## Демографія
Демографічна структура станом на 31 березня 2011 року:
|          | Загалом | Допрацездатний вік | Працездатний вік | Постпрацездатний вік |
| -------- | ------- | ------------------ | ---------------- | -------------------- |
| Чоловіки | 59      | 13                 | 40               | 6                    |
| Жінки    | 79      | 21                 | 42               | 16                   |
| Разом    | 138     | 34                 | 82               | 22                   |